# 扎布切 (舊康斯坦丁諾夫區)
49°50′45″N 27°12′46″E / 49.84583°N 27.21278°E
扎布切（烏克蘭語：Жабче）是位於烏克蘭西部的村莊，由赫梅利尼茨基州裡赫梅利尼茨基區的舊康斯坦丁尼夫市鎮負責管轄。該村面積1平方公里，海拔高度314米，2001年人口339，人口密度每平方公里338.32人。